# Syzeuctus dusmeti
Syzeuctus dusmeti är en stekelart som beskrevs av André Seyrig 1928. Syzeuctus dusmeti ingår i släktet Syzeuctus och familjen brokparasitsteklar. Inga underarter finns listade i Catalogue of Life.